# Girikallahalli, Belur
Girikallahalli là một làng thuộc tehsil Belur, huyện Hassan, bang Karnataka, Ấn Độ.